# Lista över UN-nummer 0301 till 0400
Detta är en lista över UN-nummer 0301 till 0400.

## UN 0301 till 0400[1]
| UN-nummer         | Klass | Namn |
| ----------------- | ----- | --- |
| UN 0301           | 1     | Tårgasammunition, med eller utan central-, separerings- eller drivladdning. |
| UN 0303           | 1     | Rökammunition, med eller utan central-, separerings- eller drivladdning |
| UN 0305           | 1     | Blixtljuspulver |
| UN 0306           | 1     | Spårljus för ammunition |
| UN 0312           | 1     | Signalpatroner |
| UN 0313           | 1     | Röksignaler |
| UN 0314 - UN 0315 | 1     | Överföringständare |
| UN 0316 - UN 0317 | 1     | Antändningsmedel |
| UN 0318           | 1     | Övningsgranater, hand eller gevär |
| UN 0319 - UN 0320 | 1     | Tändpatroner |
| UN 0321           | 1     | Patroner för vapen, med sprängladdning |
| UN 0322           | 1     | Raketmotorer, med hypergola vätskor, med eller utan separeringsladdning. |
| UN 0323           | 1     | Patroner med drivspegel |
| UN 0324           | 1     | Projektiler, med sprängladdning |
| UN 0325           | 1     | Överföringständare |
| UN 0326           | 1     | Patroner för vapen, lös ammunition |
| UN 0327           | 1     | Patroner för vapen, lös ammunition eller patroner för handeldvapen, lös ammunition |
| UN 0328           | 1     | Patroner för vapen, fullprojektil eller patroner, handeldvapen |
| UN 0329 - UN 0330 | 1     | Torpeder med sprängladdning |
| UN 0331           | 1     | Blandsprängämne, typ B |
| UN 0332           | 1     | Blandsprängämne, typ E |
| UN 0333 - UN 0337 | 1     | Fyrverkeri |
| UN 0338           | 1     | Patroner för vapen, lös ammunition eller patroner för handeldvapen, lös ammunition |
| UN 0339           | 1     | Patroner för vapen, fullprojektil eller patroner för handeldvapen |
| UN 0340           | 1     | Nitrocellulosa, torr eller fuktad med mindre än 25 vikt-% vatten (eller alkohol). |
| UN 0341           | 1     | Nitrocellulosa, omodifierad eller mjukgjord med mindre än 18 vikt-% mjukningsmedel. |
| UN 0342           | 1     | Nitrocellulosa, fuktad med minst 25 vikt-% alkohol. |
| UN 0343           | 1     | Nitrocellulosa, plasticerad, med minst 18 vikt-% mjukningsmedel. |
| UN 0344           | 1     | Projektiler, med sprängladdning. |
| UN 0345           | 1     | Projektiler, barlastade med spårljus |
| UN 0346 - UN 0347 | 1     | Projektiler, med centralladdning eller separeringsladdning. |
| UN 0348           | 1     | Patroner för vapen, med sprängladdning |
| UN 0349 - UN 0356 | 1     | Föremål, explosiva, n.o.s. |
| UN 0357 - UN 0359 | 1     | Explosivämnen, n.o.s. |
| UN 0360 - UN 0361 | 1     | Sprängkapslar, icke-elektriska, apterade |
| UN 0362           | 1     | Övningsammunition |
| UN 0363           | 1     | Anskjutningsammunition |
| UN 0364 - UN 0366 | 1     | Sprängkapslar för ammunition |
| UN 0367           | 1     | Tändrör |
| UN 0368           | 1     | Antändmedel |
| UN 0369           | 1     | Stridsdelar, raket, med sprängladdning. |
| UN 0370 - UN 0371 | 1     | Stridsdelar, raket, med centralladdning eller separeringsladdning. |
| UN 0372           | 1     | Övningsgranater, hand eller gevär |
| UN 0373           | 1     | Signalbloss, hand |
| UN 0374 - UN 0375 | 1     | Knalladdningar |
| UN 0376           | 1     | Tändpatroner |
| UN 0377 - UN 0378 | 1     | Tändhattar |
| UN 0379           | 1     | Patronhylsor, tomma, med tändhatt |
| UN 0380           | 1     | Föremål, pyrofora |
| UN 0381           | 1     | Patroner med drivspegel |
| UN 0382 - UN 0384 | 1     | Komponenter, tändkedja, n.o.s. |
| UN 0385           | 1     | 5-Nitrobenzotriazol |
| UN 0386           | 1     | Trinitrobensensulfonsyra |
| UN 0387           | 1     | Trinitrofluorenon |
| UN 0388           | 1     | Trinitrotoluen (TNT) i blandning med trinitrobensen, eller trinitrotoluen (TNT) i blandning med hexanitrostilben |
| UN 0389           | 1     | Trinitrotoluen (TNT) i blandning med trinitrobensen och hexanitrostilben |
| UN 0390           | 1     | Tritonal |
| UN 0391           | 1     | Cyklotrimetylentrinitramin, (Cyklonit, Hexogen, RDX) i blandning med cyklotetrametylentetranitramin, (HMX, oktogen), fuktad, med minst 15 vikt-% vatten eller desensibiliserad med minst 10 vikt-% desensibiliseringsmedel |
| UN 0392           | 1     | Hexanitrostilben |
| UN 0393           | 1     | Hexotonal |
| UN 0394           | 1     | Trinitroresorcinol, (styfninsyra, tricin), fuktad, med minst 20 vikt-% vatten eller en blandning av vatten och alkohol |
| UN 0395 - UN 0396 | 1     | Vätskeraketmotorer |
| UN 0397 - UN 0398 | 1     | Vätskeraketmotorer, med sprängladdning |
| UN 0399 - UN 0400 | 1     | Bomber innehållande brandfarlig vätska, med sprängladdning. |